# Décès en 907
Décès
- 903
- 904
- 905
- 906
- 907
- 908
- 909
- 910
- 911

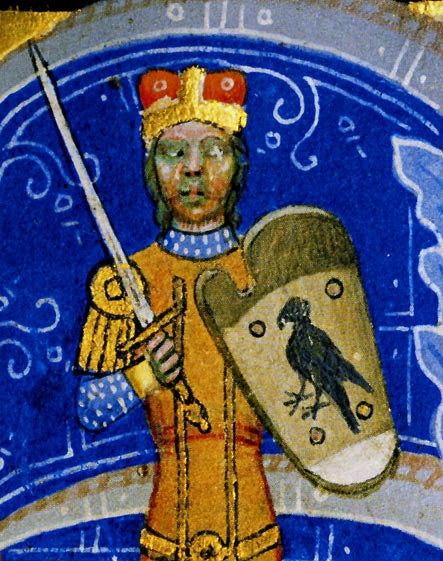
Árpád de Hongrie mort en 907.

Cette page dresse une liste de personnalités mortes au cours de l'année 907 :
- 7 avril ou 2 mai : Boris Ier de Bulgarie, khan puis tsar de Bulgarie.
- juillet : Léopold de Bavière, comte de Carinthie, margrave, duc de Bavière, duc de Bohème, margrave de Nordgau.
- novembre : Ismaïl Ier, émir perse samanide de la Transoxiane et du Khorassan.

- Alain Ier le Grand, roi de Bretagne.
- Árpád de Hongrie, grand-prince des Magyars, fondateur de la dynastie Árpád, qui régna sur la Hongrie de 896 à 1301.
- Khúc Thừa Dụ, premier gouverneur vietnamien d'Annam (nord de l'actuel Viêt Nam, à l'époque province à l’extrême sud de la Chine).

## Crédit d'auteurs
- Cet article est partiellement ou en totalité issu de l'article intitulé « 907 » (voir la liste des auteurs).